# Os Deuses e os Mortos
Os deuses e os mortos é um filme brasileiro de 1970 dirigido por Ruy Guerra.
É considerado um filme do Cinema Novo. Foi indicado ao Urso de Ouro em Berlin e premiado em sete categorias no Festival de Cinema de Brasília, incluindo melhor filme, direção, ator (Othon Bastos), atriz (Dina Sfat), cenografia (Marcos Weinstock), fotografia (Lufti) e trilha sonora (Milton Nascimento).

## Enredo
O filme é uma batalha entre um Homem (Othon Bastos) e um império e o império é o grande vencedor. Passado no Sul da Bahia, nos anos 1930, é a história de um aventureiro sem nome, sete vezes baleado, que se intromete na luta entre dois clãs de grandes coronéis pela posse da terra do cacau. O Homem vem disposto a acirrar a luta e a tomar conta de tudo. É uma luta sem vencedores, um banho de sangue que também lhe custa a vida.

## Elenco

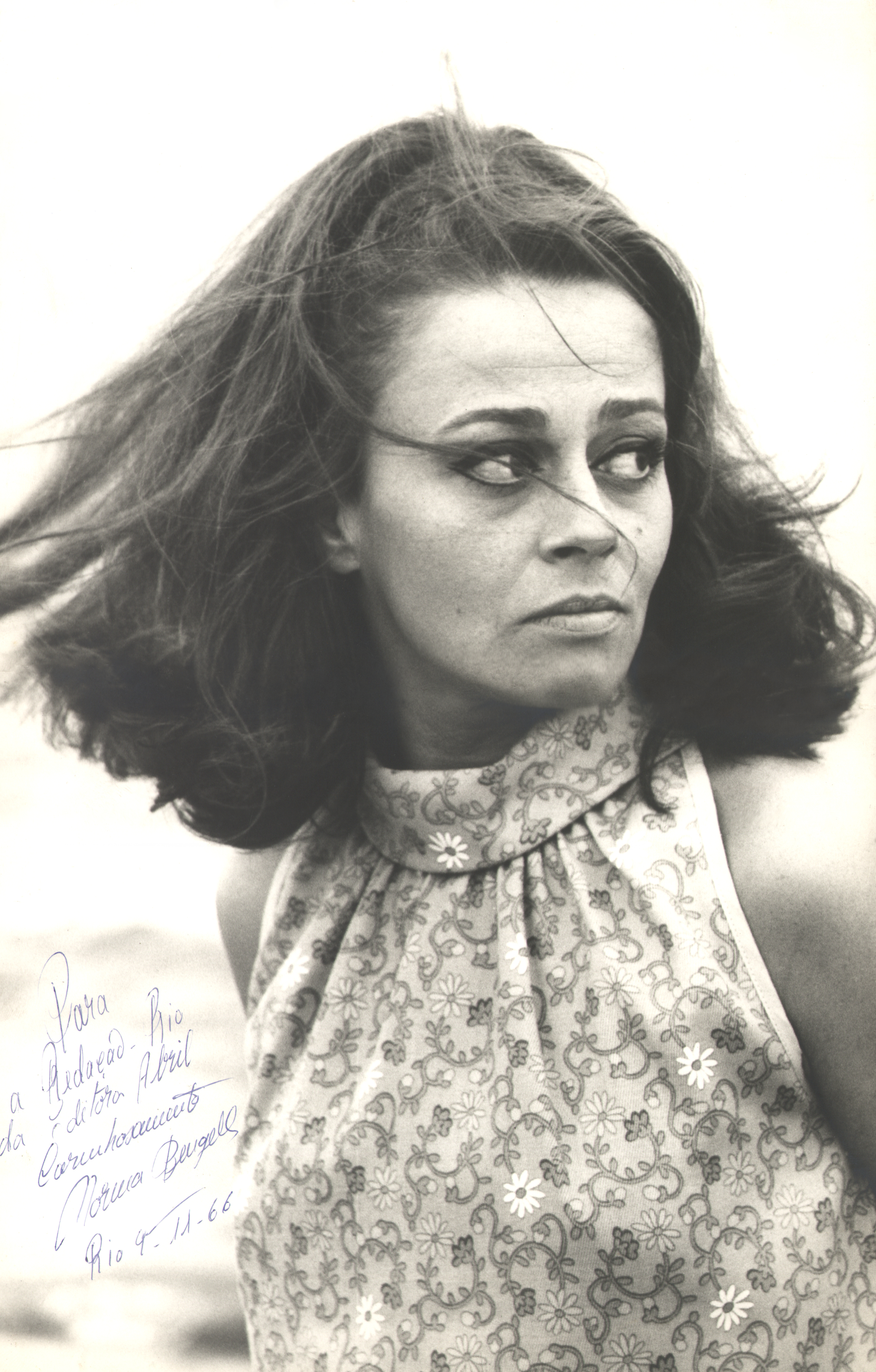
Norma Benguell interpreta Soledade.

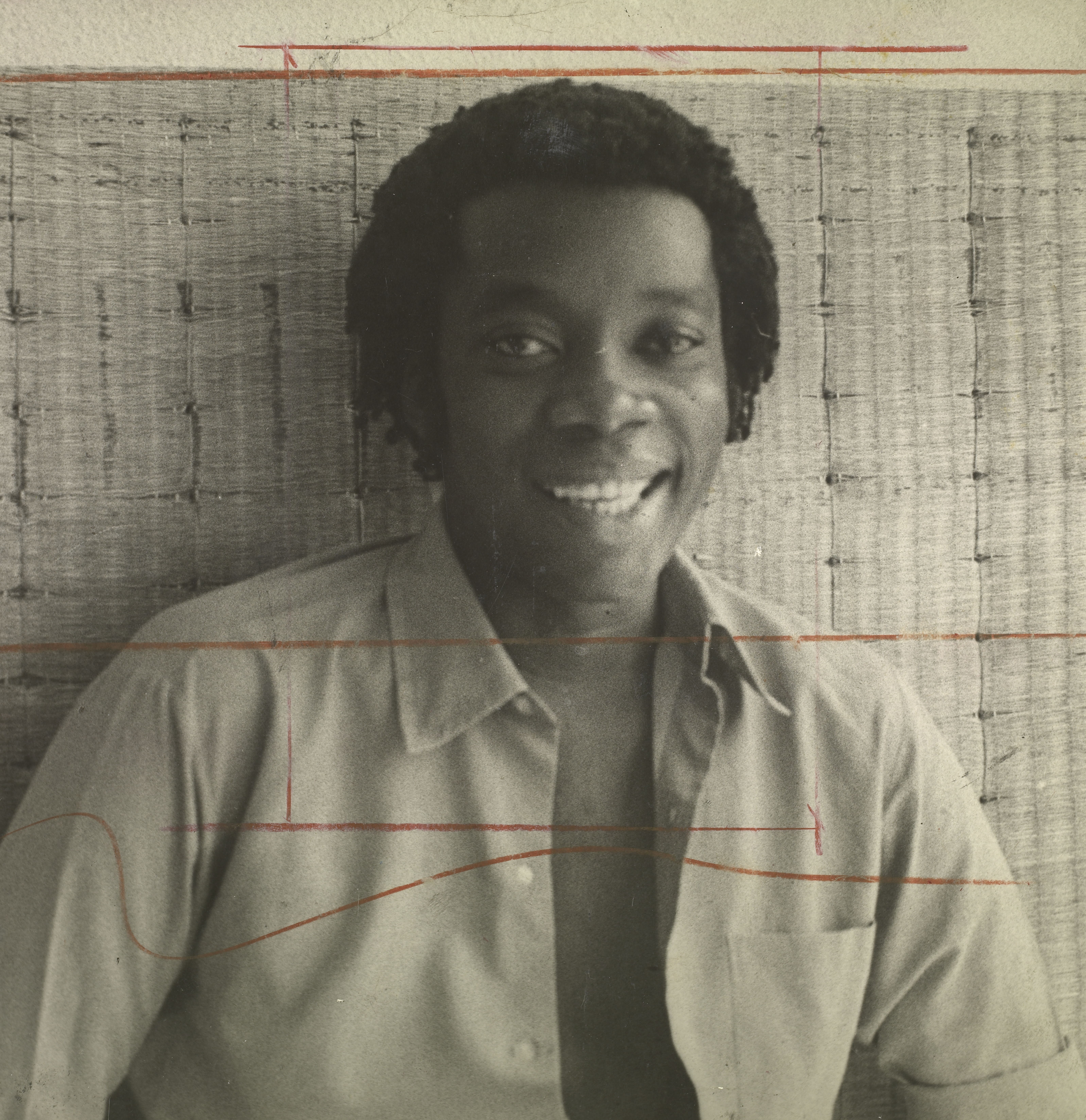
Milton Nascimento interpreta Dim Dum, além de ter feito a trilha sonora.

- Othon Bastos - o Homem
- Norma Benguell - Soledade
- Dina Sfat - Mulher doida
- Vera Bocaiúva - Jura
- Ítala Nandi - Sereno
- Milton Nascimento - Dim Dum
- Mara Rúbia - Prostituta
- Jorge Chaia - Coronel Santana
- Fredy Kleemann - Homem de Branco
- Ruy Polanah - Urbano
- Aulo Carvalho
- Nelson Xavier - Valu
- Monsueto Menezes - Anjo
- Gilberto Sabóia
- Vinícius Salvatori - Cosme
- Roberto Tavares
- Eduardo Magalhães - Morto 10

## Trilha sonora
A trilha sonora do filme foi feita pelo cantor e compositor Milton Nascimento. Sobre esse trabalho, o artista comentou em entrevista à revista Ele & Ela, em 1977: "É uma ópera popular, um filme musical, uma proposta muito simples...".

## Prêmios e indicações
O filme ganhou o principal prêmio do VI Festival de Cinema de Brasília, o Candango como melhor filme, levando também o de melhor diretor para Ruy Guerra, melhor ator para Othon Bastos, melhor atriz para Dina Sfat e melhor fotografia para Dib Lufti.[carece de fontes?]